# Egremont (Cumbria)
Pour les articles homonymes, voir Egremont.
Egremont est une localité du district de Copeland dans le comté de Cumbria en Angleterre.
La population est de 8 194 habitants en 2011.

## Patrimoine
- Château d'Egremont

## Personnalités liées à la ville
- William Richardson Davie (1756-1820), officier militaire et le 10e gouverneur de la Caroline du Nord de 1798 à 1799, considéré comme étant l'un des Pères fondateurs des États-Unis, y est né ;
- Martin Hodgson (1909-1991), joueur de rugby à XIII anglais évoluant au poste de deuxième ligne dans les années 1920, 1930 et 1940, y est né.